# An Evening with John Petrucci and Jordan Rudess
Az An Evening with John Petrucci and Jordan Rudess John Petrucci és Jordan Rudess közös koncertlemeze, mely 2000. december 11-én jelent meg. A korongon 9 dal koncertfelvétele mellett egy stúdióban rögzített szerzemény is hallható Bite of the Mosquito címmel. A koncerten csak Petrucci és Rudess játszott, ezért a lemezen is csak gitár és billentyűs hangszerek hallhatóak. A felvételek 2000. június 10-én amerikában, a Helen Hayes Performing Arts Center-ben készültek. A The Rena Song című dal Petrucci feleségének Rena Sands Petrucci-nak lett címezve, míg a State of Grace című szerzemény eredetileg a Liquid Tension Experiment Liquid Tension Experiment című debütáló albumán jelent meg. Az albumon hallható dalokban Rudess komolyzenei hatásait helyezi előtérbe, míg Petrucci gyakran játszik Al Di Meola és John McLaughlin hatású latin melódiákat.
Az albumot eredetileg a Sound Mind Music korlátozott példányszámban jelentette meg, de később Steve Vai kiadója a Favored Nations újra megjelentette az anyagot, két bónuszdallal kiegészítve (The Rena Song, Bite of the Mosquito).

## Számlista
A dalokat John Petrucci & Jordan Rudess írta, kivéve ahol jelölve van.
1. Furia Taurina – 10:10
2. Truth – 9:48
3. Fife and Drum – 9:30
4. State of Grace – 5:45
5. Hang 11 – 11:38
6. From Within (Jordan Rudess) – 5:21
7. The Rena Song (John Petrucci) – 7:03
8. In the Moment – 6:27
9. Black Ice – 10:54
10. Bite of the Mosquito (stúdió verzió) – 1:53

## Közreműködők
- John Petrucci: gitár
- Jordan Rudess: billentyűs hangszerek